# Julio Olarticoechea
Julio Jorge Olarticoechea (*18. října 1958 Saladillo, Buenos Aires, Argentina) je bývalý argentinský fotbalista, reprezentant své země. S Argentinou se zúčastnil tří světových šampionátů v letech 1982, 1986 a 1990, přičemž v roce 1986 vybojoval s týmem zlatou medaili a v roce 1990 stříbrnou. Hrával na postu obránce.

## Klubová kariéra
Fotbalovou kariéru zahájil v roce 1976 v argentinském klubu Racing Club, kde působil v letech 1976–1981 a 1988–1990. Od roku 1981 hrával za River Plate a poté od roku 1985 za Boca Juniors. Po triumfu Argentiny na Mistrovství světa ve fotbale 1986 odešel do francouzského celku FC Nantes. Ve Francii dlouho nevydržel a vrátil se do vlasti.
Kariéru ukončil v klubu Deportivo Mandiyú v roce 1992.

## Reprezentační kariéra
Reprezentační kariéru zahájil v roce 1982. Byl členem kádru Argentiny na MS 1982 ve Španělsku, kde jihoamerický tým vypadl ve druhém kole. Olarticoechea nezasáhl ani do jednoho z pěti zápasů Argentiny na turnaji.
Na světovém šampionátu v roce 1986 v Mexiku získal s týmem titul mistra světa (pro Argentinu to byl celkově druhý) po finálové výhře 3:2 nad Západním Německem. Nastoupil ve všech 7 utkáních. Na dalším světovém šampionátu v roce 1990 v Itálii pomohl Argentině dokráčet do finále, kde prohrála s Německem 0:1. Na tomto turnaji odehrál Olarticoechea celkem 5 zápasů, během penaltového rozstřelu v semifinále s Itálií proměnil pokutový kop, i díky tomu Argentina postoupila do finále.